# فالح ساري عبداشي عكاب
فالح ساري عبداشي عكاب الجياشي سياسي عراقي من مواليد عام 1965 حاصل على شهادة البكالوريوس، هو نائب في مجلس النواب العراقي عن محافظة المثنى في دورته الثانية (2010-2014) والثالثة (2014-2018). فاز في الانتخابات التشريعية العراقية لعام 2018 بعدد اصوات بلغ 8,335 صوت.